# Ishola Akpo
Ishola Akpo, est un artiste visuel originaire du Bénin. Il travaille entre Cotonou et Paris.

## Biographie

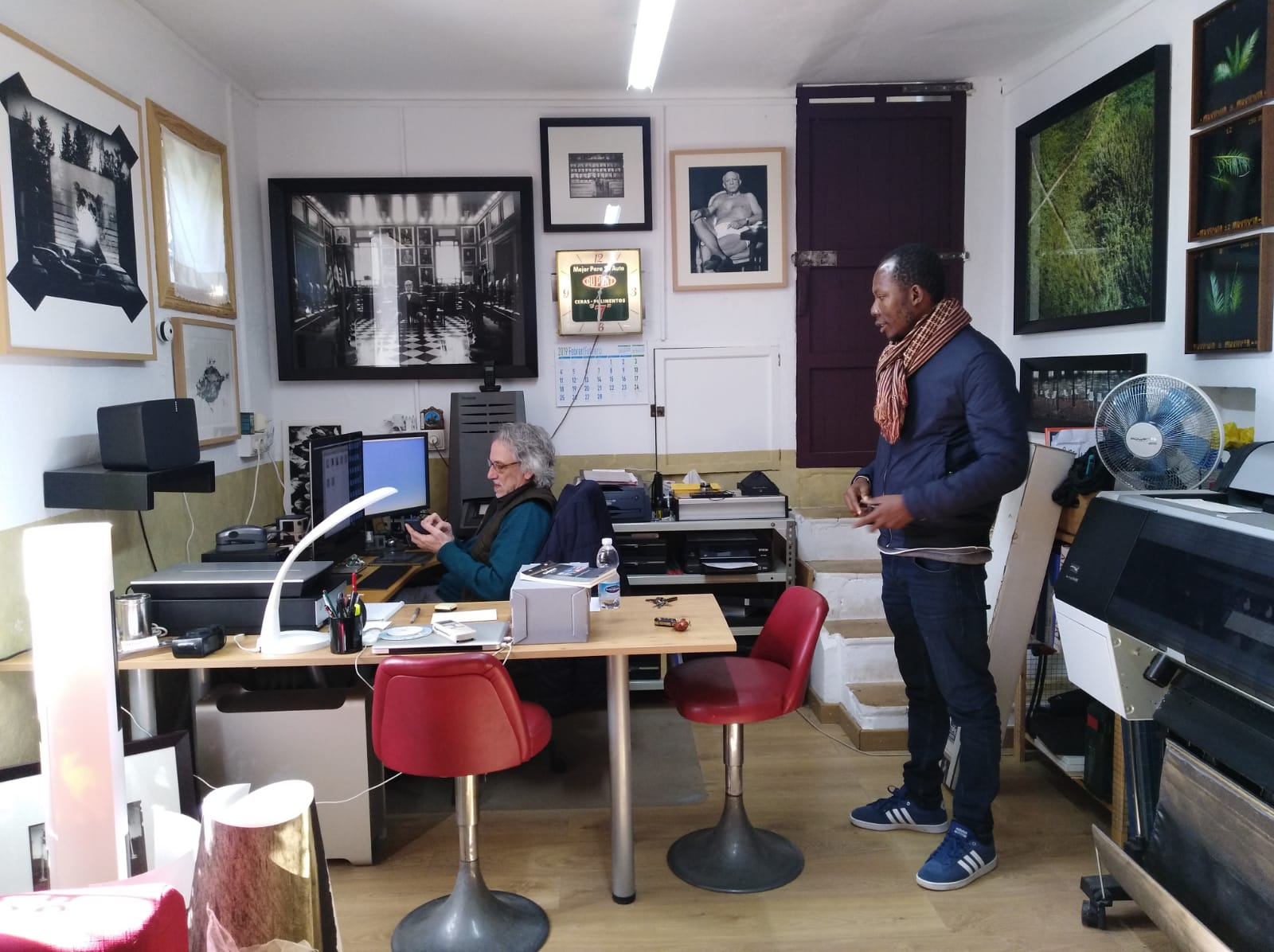
Ishola Akpo, dans un labo de photo à Palma

Né en Côte d'Ivoire en 1983, de parents béninois, Ishola Akpo explore les cultures des communautés du Bénin et s’intéresse tout particulièrement aux problématiques identitaires. Artiste visuel, Ishola Akpo joue sur les liens ténus entre tradition et modernité.
C’est à partir d’histoires familiales ou de personnages historiques parfois oubliés qu’Ishola Akpo tisse des récits humanistes contemporains. L’artiste situe le féminin au cœur de sa pratique, telle une figure ‘clé’ des transformations sociétales.  En 2014, il présente la série L’essentiel est invisible pour les yeux. En se fondant sur une histoire intime, Ishola illustre la dot de sa grand-mère, tout en insistant sur le poids de l’héritage immatériel. Ce projet l’a amené à explorer les évolutions sociales, à en questionner les fondements, et à interroger notre capacité à comprendre le passé, tout en construisant au présent, dans un monde en perpétuelle mutation.
À la manière d’un historien, il entremêle récits personnels et culturels, analogiques et numériques, récents et anciens, en variant les jeux d’échelles. Dans l'œuvre d'Ishola Akpo, le temps s'effondre. Passé et présent convergent dans une fusion des horizons. Pour sa série“Agbara Women ” (2021), Ishola invite des femmes de son entourage à recréer les portraits de Reines et de femmes de pouvoir du continent africain. Il rétablit les femmes dans le rôle prééminent qui est le leur, celui de régulatrices de la société. Ce sont des “Grandes Royales”, des reines oubliées de l’histoire qu’il réhabilite et qu’il rappelle à notre bon souvenir.
En 2022, Ishola Akpo élargit ce corpus en initiant une nouvelle série intitulée “Traces d’une Reine ” , pour laquelle il utilise des archives, pour porter témoignage des Royaumes du Bénin et d’autres royaumes africains.  Il coud au fil rouge sur cette toile de fond, des portraits de Reines contemporaines. Cette création a nourri sa proposition pour le pavillon du Bénin à la Biennale de Venise à la 60e Exposition internationale d'art, intitulée Stranieri Ovunque – Foreigners Everywhere.
Le travail d’Ishola Akpo a été exposé entre autres :  au musée COBRA (Pays-Bas 2022), Les rencontres de Bamako (Biennale Mali - 2022), au musée MO.CO (France-2021) Le musée de l’Histoire de l'Immigration, (Palais de la Porte Dorée, Africa 2020 - Paris), Weltkulturen Museum Frankfurt (Allemagne), Lagos Photo Festival (Nigeria, 2023), Fondation Zinsou (Bénin – 2019 et 2023).

### Publications
- - 2024: AGBARA Women, éd. Les Archives du présent, Fondation Zinsou  and Contemporary A.Nocé  (ISBN 978-2-9580110-8-6)